# Йоганн де Бур
Не плутати з генерал-лейтенантом Йоганнесом де Буром!
Йоганн де Бур (нім. Johann de Buhr; 23 березня 1912, Остраудерфен — 17 липня 1944, Норвезьке море)— німецький офіцер-підводник, оберлейтенант-цур-зее крігсмаріне (1 березня 1943).

## Біографія
З липня 1940 по березень 1942 року проходив курс підводника, після чого був переданий в розпорядження 1-ї флотилії підводних човнів. З травня 1942 року — 2-й, потім 1-й вахтовий офіцер на підводному човні U-86. В квітні 1943 року перебував в розпорядженні 2-го навчального підводного дивізіону, в травні-червні пройшов курс командира підводного човна при 24-й флотилії. В червні 1943 року направлений на щойно спущений на воду U-347 для ознайомлення з його будовою, а 7 липня призначений командиром човна. Здійснив 4 бойові походи (разом 46 днів в морі), проте не потопив і не пошкодив жодного корабля.
17 липня 1944 року U-347 був потоплений в Норвезькому морі західніше Нарвіку (68°36′ пн. ш. 08°33′ сх. д.) глибинними бомбами британського бомбардувальника «Ліберейтор». Всі 49 членів екіпажу загинули.

## Нагороди
- Нагрудний знак мінних тральщиків (19 липня 1941)
- Залізний хрест 2-го класу (23 вересня 1942)
- Нагрудний знак підводника (15 жовтня 1942)